# The Best of Nelly Furtado
The Best of Nelly Furtado es un álbum recopilatorio lanzado por la cantautora luso-canadiense Nelly Furtado celebrando sus 10 años de trayectoria 2000-2010.  Fue lanzado el 16 de noviembre de 2010 por la discográfica Geffen Records. El álbum contiene sus más grandes éxitos y tres canciones nuevas: "Night Is Young", "Stars" y "Girlfriend In This City".

## Sencillos
El primer sencillo del lanzamiento es "Night Is Young", previamente titulado "Free". Fue estrenado en la BBC Radio el 3 de octubre de 2010.
Aunque las canciones inéditas que fueron incluidas no son totalmente nuevas en sí, debido a que "Night Is Young" y "Girlfriend in the City" se habían filtrado marzo y abril de 2010, cuando Nelly llevaba todavía a cabo su gira Mi Plan Tour. Y "Stars" fue compuesta durante las sesiones de Loose y presentada durante la gira Get Loose Tour.

## Lista de canciones
1. "I'm Like a Bird" [4]
2. "Turn Off the Light"
3. "Shit on the Radio (Remember the Days)"
4. "Fotografía" (featuring Juanes)
5. "Powerless (Say What You Want)"
6. "Try"
7. "Força"
8. "Promiscuous" (featuring Timbaland)
9. "Maneater"
10. "Say It Right"
11. "All Good Things (Come to an End)"
12. "In God's Hands"
13. "Broken Strings" (featuring James Morrison)
14. "Girlfriend in this City"
15. "Night Is Young"
16. "Stars"
17. "Manos al Aire"

Bonus tracks
1. "Crazy" (Radio 1 Live Lounge Session) (bonus track en todo el mundo, excepto Latinoamérica y EE. UU.)
2. "Lo bueno siempre tiene un final (All Good Things)" (bonus track en España y Latinoamérica)

Edición Deluxe bonus disc
1. "Quando, Quando, Quando" (Dueto con Michael Bublé)
2. "Te Busqué" (con Juanes)
3. "Island of Wonder" (con Caetano Veloso)
4. "I'm Like a Bird" (Nelly vs Asha Remix)
5. "Who Wants to Be Alone" (Tiësto con Nelly Furtado)
6. "Sacrifice" (The Roots con Nelly Furtado)
7. "In God's Hands" (con Keith Urban)

## Posicionamiento
| Listas (2010)    | Posición |
| ---------------- | -------- |
| Países Bajos     | 90       |
| Alemania         | 20       |
| Suiza            | 29       |
| Brasil-Argentina | 10       |
| Grecia           | 21       |